# ナポレオン党
ナポレオン党（ナポレオンとう）は、1960年代に横浜市中区山下町を拠点にできた若者のグループである。
マリンタワーに夕刻集結し、外車を乗り回しながら山下町の「グレープハウス」、本牧の「ゴールデンカップ」でダンスパーティーを催した。リーダーは小金丸峰夫。
エディ藩、ミッキー吉野、ジョー山中、カシアス内藤らが集った。